# Luchazes
Luchazes (auch Lutchazes) ist ein Ort im Osten Angolas. Bis zur Unabhängigkeit 1975 schrieb sich der Ortsname Luchases.

## Verwaltung
Luchazes ist eine Gemeinde (Comuna) im Kreis (Município) Cambanga der Provinz Moxico. Er hat etwa 22.000 Einwohner (Schätzung 2014). Die Volkszählung 2014 soll fortan für gesicherte Bevölkerungszahlen sorgen.